# Reykhólahreppur
Reykhólahreppur es municipio de la región de Vestfirðir, situado al noroeste de Islandia. En enero de 2011 contaba con una población de 278  personas. Su área total es de 1.090 kilómetros cuadrados para una densidad de 0,25 habitantes por kilómetro cuadrado. 

## Poblados y límites
Su mayor centro urbano es Reykhólar. Por el norte limita con el municipio de Súðavíkurhreppur, por el norte y el noreste con el de Strandabyggð, por el sur lo baña el océano Atlántico, en el fiordo Breiðafjörður. Por el occidente limita el municipio de Vesturbyggð.